# Esparto (Kalifornija)
Esparto je naseljeno područje za statističke svrhe u američkoj saveznoj državi Kalifornija. Prema popisu stanovništva iz 2010. u njemu je živjelo 3,108 stanovnika.